# چاه مینا
 چاه مینا نام یکی از روستاهای استان فارس و شهرستان خنج است. این روستا در راه فرعی لار به خنج واقع شده است.
آب چاهایش نیمه‌شیرین، محصولاتش غلات و خرما است.